# Calcolo dell'area valvolare aortica
Il calcolo dell'area valvolare aortica è un metodo indiretto per determinare l'area della valvola aortica. L'area dell'orifizio aortico viene calcolata per valutare la gravità della stenosi aortica: se l'area valvola è inferiore a 1 cm² è considerata una stenosi aortica severa 
Ci sono diversi modi per calcolare l'area della valvola nella stenosi aortica, ma i metodi più comunemente utilizzati riguardano le misurazioni effettuate durante l'ecocardiografia. Per l'interpretazione di questi valori, l'area è generalmente collegata alla superficie corporea, per arrivare al calcolo ottimale dell'orifizio della valvola.

## Equazione di Gorlin
L'equazione più utilizzata è quella di Gorlin:
{\displaystyle {\text{Area valv.(cm}}^{2}{\text{)}}={\frac {{\text{Gittata card.}}({\frac {\text{ml}}{\text{min}}})}{{\text{Freq. card.}}({\frac {\text{batt}}{\text{min}}})\cdot {\text{Eiezione sist.(s)}}\cdot 44.3\cdot {\sqrt {\text{Gradiente medio (mmHg)}}}}}}
L'equazione di Gorlin è legata al flusso attraverso la valvola; in taluni casi però l'area può essere erroneamente calcolata come stenotica se il flusso è basso, cioè se la gittata cardiaca è bassa. La misurazione del vero gradiente è realizzata aumentando temporaneamente la gittata cardiaca con l'infusione di agenti inotropi positivi, come la dobutamina.
|  | Esempio: Un individuo si sottopone a un cateterismo destro e sinistro del cuore per la valutazione della stenosi aortica. Sono stati misurati i seguenti parametri emodinamici: una frequenza cardiaca di 80 batt/min e un periodo di eiezione sistolica di 0,33 sec., la gittata cardiaca era di 5 L/min. Durante la misurazione simultanea delle pressioni nel ventricolo sinistro e nell'aorta (con l'uso di una catetere nel ventricolo sinistro e uno nell'aorta ascendente), il gradiente di pressione sistolica media è stato misurato sui 50 mmHg. Qual è l'area della valvola misurata dall'equazione Gorlin? |
|  | Risposta: {\displaystyle {\text{Area Valv. Ao}}={\frac {5000{\frac {\text{ml}}{\text{min}}}}{80{\frac {\text{batt}}{\text{min}}}\cdot 0.33{\text{s}}\cdot 44.3\cdot {\sqrt {50{\text{mmHg}}}}}}\approx 0.6{\text{cm}}^{2}} |

## Equazione di Hakki
L'equazione di Hakki è una semplificazione dell'equazione Gorlin, basandosi sulla constatazione che, nella maggior parte dei casi, il valore numerico della  {\displaystyle {\text{Freq. card. (bpm)}}\cdot {\text{eiezione sistolica(s)}}\cdot 44.3\approx 1000}. La formula semplificata risulta:
{\displaystyle {\text{Area valv. Ao (cm}}^{2}{\text{)}}\approx {\frac {{\text{Gittata cardiaca}}({\frac {\text{L}}{\text{min}}})}{\sqrt {\text{Gradiente di picco al picco (mmHg)}}}}}
|  | Esempio: Un individuo si sottopone ad un cateterismo destro e sinistro per la valutazione di una stenosi aortica. Le misurazioni includono una pressione aortica di 120/60, una pressione ventricolare sin. di 170/15, una gittata cardiaca di 3.5 L/min. Quale è l'area aortica? |
|  | Risposta: Il gradiente al picco fra la pressione ventricolare sinistra e quella aortica è di 50 mmHg. Questo è il risultato della formula: {\displaystyle {\text{Area valv. Ao}}\approx {\frac {3.5}{\sqrt {50}}}\approx 0.5\ {\text{cm}}^{2}}                                    |

Si sono recentemente sviluppate delle tecniche per la valutazione in Ecocardiografia tridimensionale, caratterizzate da una approssimazione all'area valvolare reale molto alta